# أمراء اليونان

شعار النبالة لملك اليونان.

حمل أمراء وأميرات اليونان وأفراد العائلة الملكية اللقب منذ ارتقاء الملك جورجيوس الأول إلى عرش مملكة اليونان في عام 1863، وعادة ما يقرن اسم من يحمل لقب أمير أو أميرة بلقب «صاحب (ة) السمو الملكي»، باستثناء بنات الأمير ميخايل اللتان يحق لهما حمل لقب أميرة اليونان فقط، وعادة ما تأخذ زوجة الأمير اليوناني اللقب زوجها، على الرغم من أن اليونان أصبحت جمهورية في عامي 1924 و1973، إلا أن أحفاد جورجيوس الأول من الذكور واصلوا في إطلاق على أنفسهم لقب أمير أو أميرة اليونان، وكذلك لقب أمير أو أميرة الدنمارك.

## أمراء اليونان

### الجيل الأول
| الاسم | حياته                          | النسب الملكي                              | ملاحظات |
| --- | ------------------------------ | ----------------------------------------- | --- |
| قسطنطينوس الأول ملك اليونان (1) 18 مارس 1913 – 11 يونيو 1917 (2) 19 ديسمبر 1920 – 27 سبتمبر 1922 | 2 أغسطس 1868 - 11 يناير 1923   | ابن البكر لـ جورج الأول وأولغا الروسية    | تزوج من الأميرة صوفيا البروسية 27 أكتوبر 1889 6 أبناء                                                                                             |
| جورجيوس المفوض السامي لدولة كريت 21 ديسمبر 1898 – 30 سبتمبر 1906 | 24 يونيو 1869 - 25 نوفمبر 1957 | ابن الثاني لجورج الأول وأولغا الروسية     | تزوج من ماري بونابرت 21 ديسمبر 1907 ابنين |
| ألكسندرا | 30 أغسطس 1870 - 24 سبتمبر 1891 | ابنة االكبرى لـ جورج الأول وأولغا الروسية | تزوجت من الدوق الأكبر بافل ألكسندروفيتش الروسي 17 يونيو 1889 ابن وابنة.                                                                           |
| نيكولاوس | 22 يناير 1872 - 8 فبراير 1938  | ابن الثالث لجورج الأول وأولغا الروسية     | تزوج من الدوقة الكبرى إيلينا فلاديميروفنا الروسية 29 أغسطس 1902 3 بنات                                                                            |
| ماريا | 3 مارس 1876 - 14 ديسمبر 1940   | ابنة الثانية لجورج الأول وأولغا الروسية   | تزوجت مرتين: (1) الدوق الأكبر جيورجي ميخائيلوفيتش الروسي 30 أبريل عام 1900 ابنتان (2) الأدميرال بيريكليس يوانيديس 16 ديسمبر 1922 ليس لديهم أبناء. |
| أولغا | 7 أبريل - 2 نوفمبر 1880        | ابنة الثالثة لجورج الأول وأولغا الروسية   | توفيت بعد 7 أشهر من ولادتها. |
| أندرياس | 2 فبراير 1882- 3 ديسمبر 1944   | ابن الرابع لجورج الأول وأولغا الروسية     | تزوج من أليس أميرة باتنبرغ 6 أكتوبر 1903 5 أبناء                                                                                                  |
| كريستوفروس | 10 أغسطس 1888 - 21 يناير 1940  | ابن الخامس لجورج الأول وأولغا الروسية     | تزوج مرتين: (1) نانسي ستيوارت ورثينغتون ليدز 1 يناير 1920 ليس لديهم أبناء (2) فرانسواز أميرة أورليان 11 فبراير 1929 ابن واحد                      |
| - الملك جورجيوس الأول مع عائلته، قرابة عقد 1880. - الملك جورجيوس الأول مع عائلته، من صورة قرابة 1890. - الملك جورجيوس مع أولاده. - الملكة أولغا محاطة بابنتها ماريا وكنتها صوفيا البروسية مع وصيفاتها في الزي التقليدي اليوناني. - الملك جورجيوس الأول وزوجته أولغا الروسية مع أولاده وأحفاده، من صورة 1904. - الأميرة ماريا مع أخوتها الكبار الأمير قسطنطينوس والأمير جورجيوس والأمير نيكولاوس. |                                |                                           | |

### الجيل الثاني
| الاسم | حياته                           | النسب الملكي                                     | ملاحظات |
| --- | ------------------------------- | ------------------------------------------------ | --- |
| جورجيوس الثاني ملك اليونان (1) 27 سبتمبر 1922 – 25 مارس 1924 (2) 3 نوفمبر 1935 – 1 أبريل 1947 | 19 يوليو 1890 -1 أبريل 1947     | الابن البكر لقسطنطينوس الأول وصوفيا البروسية     | تزوج من إليزابيث الرومانية 27 فبراير 1921 - تطلق. 6 يوليو 1935 ليس لديهم أبناء |
| ألكسندروس ملك اليونان 11 يونيو 1917 – 25 أكتوبر 1920 | 1 أغسطس 1893 - 25 أكتوبر 1920   | الابن الثاني لقسطنطينوس الأول وصوفيا البروسية    | تزوج من أسبازيا مانوس 17 نوفمبر 1917 ابنة واحدة |
| ايليني ملكة الأم في رومانيا | 2 مايو 1896 - 28 نوفمبر 1982    | ابنة الكبرى لقسطنطينوس الأول وصوفيا البروسية     | تزوجت من كارول ولي عهد رومانيا 10 مارس 1921- تطلقت. 21 يونيو 1928 ابن واحد |
| بافلوس ملك اليونان 1 أبريل 1947 – 6 مارس 1964 | 14 ديسمبر 1901 - 6 مارس 1964    | الابن الثالث لقسطنطينوس الأول وصوفيا البروسية    | تزوج من فريدريكا الهانوفرية 9 يناير 1938 3 أبناء |
| أولغا | 11 يونيو 1903 – 16 أكتوبر 1997  | ابنة الكبرى لأمير نيكولاس وإيلينا الروسية        | تزوجت من الأمير بافلي وصي عرش يوغوسلافيا 22 أكتوبر 1923 3 أبناء |
| إيريني دوقة أوستا القرينة ملكة كرواتيا القرينة | 13 فبراير 1904 – 15 أبريل 1974  | ابنة الثانية لقسطنطينوس الأول وصوفيا البروسية    | تزوجت من الأمير أيموني دوق أوستا 1 يوليو 1939 ابن واحد |
| إليزافيث كونتيسة تورينغ-جتنباخ | 24 مايو 1904 – 11 يناير 1955    | ابنة الثانية لأمير نيكولاس وإيلينا الروسية       | تزوجت كارل تيودور كونت تورينغ-جتنباخ 10 يناير 1934 ابن وابنة |
| مارغريتا أميرة هوهنلوه-لانغنبورغ | 18 أبريل 1905 – 24 أبريل 1981   | ابنة الكبرى لأمير أندرياس وأليس من باتنبرغ       | تزوجت من غوتفريد أمير هوهنلوه-لانغنبورغ الثامن 20 أبريل 1931 6 أبناء |
| ثيودورا مرغرافين بادن | 30 مايو 1906 – 16 أكتوبر 1969   | ابنة الثانية لأمير أندرياس وأليس من باتنبرغ      | تزوجت برتولد مرغريف بادن 17 أغسطس 1931 3 أبناء |
| مارينا دوقة كنت | 13 ديسمبر 1906 - 27 أغسطس 1968  | ابنة الثالثة لأمير نيكولاس وإيلينا الروسية       | تزوجت من الأمير جورج دوق كنت 29 نوفمبر 1934 3 أبناء |
| بيتروس | 3 ديسمبر 1908 – 15 أكتوبر 1980  | الابن الوحيد لأمير جورجيوس وماري بونابرت         | تزوج زواجاً مرغنطي من إيرينا ألكسندروفنا أوفتشينيكوفا سبتمبر 1939 ليس لديهم أبناء |
| إيفينيا دوقة كاستل دوينو | 10 فبراير 1910 – 13 فبراير 1989 | الابنة الوحيدة لأمير جورجيوس وماري بونابرت       | تزوج مرتين: (1) تزوج من دومينيك راينر رادجيفي 30 مايو 1938- تطلقت. 1946 ابنين (2) رايموندو دوق كاستل دوينو الثاني 28 نوفمبر 1949 - تطلقت. 1965 ابن واحد                                    |
| كيكيليا دوقة هسن والراين الكبرى الوراثية | 22 يونيو 1911 – 16 نوفمبر 1937  | ابنة الثالثة لأمير أندرياس وأليس من باتنبرغ      | تزوجت من غيورغ دوناتوس دوق هسن والراين الأكبر الوراثي 2 فبراير 1931 4 أبناء |
| إيكاتيريني | 4 مايو 1913 – 2 أكتوبر 2007     | ابنة الثالثة لقسطنطينوس الأول وصوفيا البروسية    | تزوج من ريتشارد برنادرام 21 أبريل 1947 ابن واحد |
| صوفيا | 26 يونيو 1914 – 24 نوفمبر 2001  | ابنة الرابعة لأمير أندرياس وأليس من باتنبرغ      | تزوج مرتين: (1) تزوج من كريستوف أمير هسن 15 ديسمبر 1930 5 أبناء (2) غيورغ فيلهلم أمير هانوفر 23 أبريل 1946 3 أبناء                                                                         |
| فيليب قرين ملكة بريطانيا دوق إدنبرة | 10 يونيو 1921 - 9 أبريل 2021    | الابن الوحيد لأمير أندرياس وأليس من باتنبرغ      | تزوج من إليزابيث الثانية ملكة المملكة المتحدة 20 نوفمبر 1947 4 أبناء بما في ذلك تشارلز الثالث ملك المملكة المتحدة منذ مارس 1947 توقف عن استخدام ألقاب الملكية، وتبنى اسم والدته ماونتباتن. |
| ميخايل | 7 يناير 1939 - 1 أغسطس 2024     | الابن الوحيد لأمير كويستوفر وفرانسواز من أورليان | تزوج زواجاً مرغنطي من مارينا كاريلا 7 فبراير 1965 ابنتين |
| - الملك قسطنطينوس الأول مع الملكة صوفيا البروسية وأولادهم. - عائلة الأمير قسطنطينوس وصوفيا البروسية من عام 1914. - العائلة الملكية من عام 1919 أثناء تواجدهم في المنفى. - أولاد الأمير قسطنطينوس. - أميرة جورجيوس مع أبنائها. - الأمير نيكولاوس مع زوجة إيلينا الروسية وبناتهما الثلاثة. - الأمير نيكولاوس مع والدته الملكة الأرملة أولغا وابنته أولغا أميرة صربيا وحفيده الصغير. - الأمير الأندرياس وزوجته الأمير أليكي وبناتهما مارغريتا وثيودورا. - الأمير كريستوفروس مع زوجته الأولى ووالدته. - الملكة هيلين مع ابنها ميخائيل ملك رومانيا وحماتها الملكة ماري. - الأميرة كيكيليا مع أبنائها في 1935، توفوا جميعاً في حادثة تحطم طائرة في 1937. - الأمير فيليب مع الأميرة إليزابيث من المملكة المتحدة في 18 سبتمبر 1947. |                                 |                                                  | |

### الجيل الثالث
| الاسم | حياته                        | النسب الملكي                               | ملاحظات                                                                                     |
| --- | ---------------------------- | ------------------------------------------ | ------------------------------------------------------------------------------------------- |
| ألكسندرا ملكة يوغوسلافيا القرينة | 25 مارس 1921 – 30 يناير 1993 | الابنة الوحيدة لألكسندروس وأسبازيا مانوس   | تزوجت من بيتار الثاني ملك يوغوسلافيا 20 مارس 1944 ابن واحد                                  |
| صوفيا ملكة إسبانيا القرينة | 2 نوفمبر 1938                | ابنة الأولى لبافلوس وفريدريكا الهانوفرية   | تزوجت من خوان كارلوس ملك إسبانيا 14 مايو 1962 3 أبناء بما في ذلك فيليبي السادس ملك إسبانيا. |
| قسطنطينوس الثاني 6 مارس 1964 – 1 يونيو 1973 | 2 يونيو 1940 – 10 يناير 2023 | الابن الوحيد لبافلوس وفريدريكا الهانوفرية  | تزوج من آن ماري الدنماركية 18 سبتمبر 1964 5 أبناء                                           |
| إيريني | 11 مايو 1942                 | ابنة الثانية لبافلوس وفريدريكا الهانوفرية  | مقيمة في إسبانيا                                                                            |
| ألكسندرا | 15 أكتوبر 1968               | ابنة الكبرى لأمير ميخايل ومارينا كاريلا    | تزوجت من نيكولا ميرزايانتز 27 يونيو 1998 ابنين لا يحق لها حمل لقب أميرة الدنمارك.           |
| أولغا دوقة أوستا القرينة | 11 نوفمبر 1972               | الابنة الثانية لأمير ميخايل ومارينا كاريلا | تزوجت من الأمير أيموني دوق أوستا 27 سبتمبر 2008 3 أبناء لا يحق لها حمل لقب أميرة الدنمارك.  |
| - الملكة ألكسندرا مع ابنها الوحيد. - الملك قسنطينوس الثاني وابنه الأمير بافلوس مع صهره الأمير خوان كارلوس وابنه الأمير فيليبي، من صورة في 30 ديسمبر 1986. - الأمير صوفيا برفقة زوجها خوان كارلوس وأبنائها مع إحاطة بالعسكر أثناء تجهيزات إعلانه ملكاً على إسبانيا. - الملكة فريدريكا مع بناتها الأميرة صوفيا والأميرة إيريني مع صهرها الأمير خوان كارلوس وحفيداتها. - الملك المنفي قسطنطينوس الثاني وزوجته آن ماري الدنماركية مع أبنائهما الأميرة ثيودورا والأمير فيليبوس من عام 1986. - الملكة إليزابيث الثانية مع ابنها تشارلز وابنتها الأميرة آن. - العائلة الملكية البريطانية من عام 1957. - الأمير فيليب مع أسرته من عام 1972. |                              |                                            |                                                                                             |

### الجيل الرابع
| الاسم | حياته         | النسب الملكي                                         | ملاحظات |
| --- | ------------- | ---------------------------------------------------- | --- |
| أليكسيا | 10 يوليو 1965 | ابنة الكبرى لقسطنطينوس الثاني وآن ماري الدنماركية    | تزوجت من كارلوس موراليس كوينتانا 9 يوليو 1999 4 أبناء اعتبرت منذ ولادتها حتى ولادة شقيقها الوريثة المفترضة للعرش.                         |
| بافلوس رئيس العائلة الملكية | 20 مايو 1967  | الابن الأكبر لقسطنطينوس الثاني وآن ماري الدنماركية   | تزوج من ماري شانتال ميلر 1 يوليو 1995 5 أبناء اعتبر رئيس العائلة الملكية بعد وفاة والده في 2023، لأن الملكية سقطت في 1973.                |
| نيكولاوس | 1 أكتوبر 1969 | الابن الثاني لقسطنطينوس الثاني وآن ماري الدنماركية   | تزوج مرتين: (1) تاتيانا بلاتنيك 25 أغسطس 2010 - تطلق. 19 أبريل 2024 ليس لديهم أبناء (2) كريسي فاردينوجيانيس 7 فبراير 2025 ليس لديهم أبناء |
| ثيودورا | 9 يونيو 1983  | الابنة الثانية لقسطنطينوس الثاني وآن ماري الدنماركية | ممثلة بريطانية تزوجت من ماثيو جيريمياه كومار 28 سبتمبر 2024 ليس لديهم أبناء                                                               |
| فيليبوس | 26 أبريل 1986 | الابن الثالث لقسطنطينوس الثاني وآن ماري الدنماركية   | تزوج من نينا فلور 12 ديسمبر 2020 ليس لديهم أبناء                                                                                          |
| - العائلة الملكية من الملك قسطنطينوس المنفي وزوجته آن ماري الدنماركية وابنيهما الأمير بافلوس والأمير نيكولاوس مع المغنية النمساوية أنيا شتاينلشنر، من صورة في 14 أغسطس 2007. - الأمير بافلوس مع زوجته ماري شانتال ميلر أثناء حفل زفاف الأميرة مادلين السويدية وكريستوفر أونيل في 8 يونيو 2013. - الملك تشارلز الثالث (ابن الأمير فيليب) يستقبل الأمير بافلوس ووالدته الملكة المنفية آن ماري الدنماركية في قصر بكنغهام قبل مراسم التتويج في مايو 2023. |               |                                                      | |

### الجيل الخامس
| الاسم                                                                | حياته          | النسب الملكي                                  | ملاحظات             |
| -------------------------------------------------------------------- | -------------- | --------------------------------------------- | ------------------- |
| ماريا أولمبيا                                                        | 25 يوليو 1996  | الابنة الوحيدة لأمير بافلوس وماري شانتال ميلر | عارضة أزياء أمريكية |
| قسطنطينوس ألكسيوس                                                    | 29 أكتوبر 1998 | الابن الأكبر لأمير بافلوس وماري شانتال ميلر   | الوريث              |
| أخيليا أندريا                                                        | 12 أغسطس 2000  | الابن الثاني لأمير بافلوس وماري شانتال ميلر   | ممثل                |
| أوديسيا كيمونا                                                       | 17 سبتمبر 2004 | الابن الثالث لأمير بافلوس وماري شانتال ميلر   |                     |
| أريستيدي ستافرو                                                      | 29 يونيو 2008  | الابن الرابع لأمير بافلوس وماري شانتال ميلر   |                     |
| : العائلة الملكية أثناء جنازة الملك قسنطينوس الثاني في 16 يناير 2023 |                |                                               |                     |

## أميرات اليونان من خلال الزواج
أميرات اليونان من خلال الزواج منذ اعتلاء جورجيوس الأول عرش مملكة اليونان في عام 1863، عادةً ما يُطلق على الأفراد الذين يحملون لقب الأميرة لقب " صاحبة السمو الملكي ".
إليزابيث الثانية ملكة المملكة المتحدة ومارينا كاريلا وإيرينا ألكساندروفنا أوفتشينيكوفا على الرغم من استيفائهما لمعظم المتطلبات، إلا أنهما لا يتم تصنيفهما كأميرات عن طريق الزواج من اليونان، لأن الأمير فيليبوس زوج إليزابيث الثانية، تخلى عن ألقابه اليونانية (والدنماركية)، في حين الأمير ميخايل تزوج زواجاً مرغنطي، وإما الأمير بيتروس فقد حقوقه في الخلافة بعد زواجه.
| الصورة | الاسم                                     | الاسم اليوناني | الولادة | الوفاة | تاريخ الزواج                | الزوج             |
| ------ | ----------------------------------------- | -------------- | ------- | ------ | --------------------------- | ----------------- |
|        | صوفيا البروسية أصبحت ملكة                 | Sofía          | 1870    | 1932   | 27 أكتوبر 1889              | قسطنطينوس ولي عهد |
|        | ماري بونابرت                              | María          | 1882    | 1962   | 21 نوفمبر 1907              | الأمير جورجيوس    |
|        | الدوقة الكبرى إيلينا فلاديميروفنا الروسية | Eléni          | 1882    | 1957   | 29 أغسطس 1902               | الأمير نيكولاوس   |
|        | أليس أميرة باتنبرغ                        | Alíki          | 1885    | 1969   | 6 أكتوبر 1903               | الأمير أندرياس    |
|        | نانسي ستيوارت                             | Anastasía      | 1873    | 1923   | 1 فبراير 1923               | الأمير كريستوفروس |
|        | فرانسواز أميرة أورليان                    | Frankíski      | 1902    | 1953   | 11 فبراير 1929              | الأمير كريستوفروس |
|        | الأميرة إليزابيث الرومانية أصبحت ملكة     | Elisávet       | 1894    | 1956   | 27 فبراير 1921 الطلاق. 1935 | جورجيوس ولي عهد   |
|        | أسبازيا مانوس                             |                | 1896    | 1972   | 4 نوفمبر 1919               | ألكسندروس الأول   |
|        | فريدريكا أميرة هانوفر أصبحت ملكة          | Freideríki     | 1917    | 1981   | 9 يناير 1938                | بافلوس ولي عهد    |
|        | ماري شانتال ميلر                          | María          | 1968    |        | 1 يوليو 1995                | الأمير بافلوس     |
|        | تاتيانا بلاتنيك                           |                | 1980    |        | 25 أغسطس 2010 الطلاق. 2024  | الأمير نيكولاوس   |
|        | نينا فلور                                 |                | 1987    |        | 12 ديسمبر 2020              | الأمير فيليبوس    |